# IC 69
IC 69 ist eine Spiralgalaxie vom Hubble-Typ Sbc im Sternbild Fische auf der Ekliptik. Sie ist schätzungsweise 231 Millionen Lichtjahre von der Milchstraße entfernt und hat einen Durchmesser von etwa 60.000 Lichtjahren. 

Im selben Himmelsareal befinden sich u. a. die Galaxien NGC 311, NGC 315, NGC 338, IC 66.
Das Objekt wurde am 8. November 1866 vom US-amerikanischen Astronomen Truman Henry Safford entdeckt.